# Postliminium
Le postliminium est un concept juridique romain qui consiste à considérer qu'un prisonnier récupère l'ensemble de ses biens et de ses droits à son retour de captivité, comme s'il n'avait jamais été captif.

## Les conditions dupostliminium
Trois séries de conditions régissent le droit au postliminium. Les conditions quant à l’objet, ou au bénéficiaire, les conditions relatives à l’identité des ravisseurs et les conditions quant au retour.

### Les conditions quant à l'objet
La liste des bénéficiaires du postliminium n’a que peu évolué au cours du temps. Il s’agit de l’homme libre ou esclave, des navires de guerre et des navires de transport dès lors qu’ils ont servi à la guerre, et enfin les chevaux dressés et les mulets de bât. On a pu penser que les terres en bénéficiaient aussi, mais Jean Imbert réfute cette assertion. Un statut proche a provoqué la confusion chez les historiens modernes. Le point commun de tous ces bénéficiaires est qu’ils servent à faire la guerre et qu’ils se perdent sans déshonneur.

### Les conditions relatives à l'identité des ravisseurs
Selon le juriste Paul, le postliminium, dont les bénéficiaires sont des prisonniers de guerre au sens le plus strict, ne concerne pas les personnes capturées par des pirates ou des brigands : « Les personnes capturées par des pirates ou des brigands restent libres ». Cela signifie par conséquent qu’ils ne bénéficient pas du postliminium au même titre que ceux capturés par des hostes (ennemis) juridiquement définis, qui, eux, subissent une capitis deminutio. Étant donné que les prisonniers ne sont pas, dans ce cas, capitis minuti, ils n’ont pas même besoin du postliminium puisqu’ils ne perdent rien en droit.
La guerre civile, quant à elle, est un cadre particulier du problème des prisonniers de guerre, puisque les ennemis ne sont pas à proprement parler des hostes. La privation de liberté de fait qui résulte de la captivité de guerre classique n’est pas reconnue par la loi.

### Les conditions concernant le retour
Une autre condition concerne les circonstances du retour. Il faut revenir durant la même guerre où l’on a été fait prisonnier. Si un prisonnier n’est pas revenu et que le traité qui clôt la guerre n’accorde pas la restitution des prisonniers, ceux-ci n’auront plus droit au postliminium par la suite.
Il existe toutefois un postliminium in pace qui concerne les captifs surpris chez des ennemis par une déclaration de guerre, ou pris par des hostes avérés en dehors d’une déclaration de guerre. On note à ce sujet une évolution. Avant le Principat le postliminium existe aussi avec les foederati ou les alliés. À partir du Principat il n’y a plus de postliminium avec les fédérés et les alliés, car ils sont inclus dans les lignes romaines. Finalement la condition essentielle, qui donne son unité au postliminium est, selon Jean Imbert, l’éloignement par rapport à Rome.
Concernant le retour il faut être physiquement dans un lieu dont la sûreté est garantie publiquement. Sous le Principat cette zone s’étend aux socii et aux amici. Revenir par le corps ne suffit pas, il faut aussi revenir par l’esprit. On a précisé ainsi, au cours du temps, la nécessité de l’animus reuertendi, la « volonté de revenir » à Rome. Cette dernière clause ne concerne pas les esclaves dont le retour profite à leur maître. Néanmoins pour que les esclaves soient rendus à leur maître iure postliminii, il faut qu’il y ait appréhension matérielle.

## Les effets dupostliminium
Lorsqu’un prisonnier issu de l’empire romain y revient après sa captivité, le postliminium lui permet de retrouver son ancien état. Qu’il ait été esclave et il reviendra à son maître. Qu’il ait été citoyen et il recouvre ses droits, suspendus par la capitis deminutio. Qu’il ait même été seruus poenae, esclave de par une condamnation pénale, et il retourne à sa peine.

### Les effets quant aux personnes
Lorsqu’un père de famille est prisonnier, le postliminium maintient les droits du paterfamilias en suspens. Les actes réalisés par les enfants ne seront sanctionnés qu’au retour de captivité du père. Le postliminium permet aussi au père de recouvrer les droits qu’il a automatiquement perdus lorsqu’il est devenu captif. Mais dans le cas où il meurt chez l’ennemi la rétroactivité était appliquée aux actes du fils. Ainsi, le fils est considéré sui juris dès l’entrée en captivité du père au cas où celui-ci meurt chez les ennemis.
Contrairement à la patriapotestas le mariage n’est pas rétabli par le postliminium. Le mariage est totalement dissout à l'entrée en captivité de l'un des époux. 
Enfin, la tutelle est suspendue pendant la captivité du tuteur, étant donné qu’il est capitis minutus. Néanmoins, contrairement à la patriapotestas il n’y a pas d’effet rétroactif car dans bien des cas, notamment la tutelle dative, celle-ci, loin d’être dans l’intérêt du tuteur, était une corvée qu’il aurait été bien lourde d’aggraver par la rétroactivité au retour du prisonnier.

### Les effets dupostliminiumsur les choses
Concernant la possession le principe est très simple : « lorsqu’une res postliminii, capturée par l’ennemi, se retrouvait de nouveau en la possession de son ancien propriétaire, elle retombait dans sa situation juridique antérieure ». Cependant le propriétaire conserve ses droits sur la res capta pendant que celle-ci est aux mains de l’ennemi. Un esclave prisonnier, par exemple, peut être vendu ou légué. Néanmoins le propriétaire, qui conserve ses droits, en perd la possession effective et donc les désagréments de cette possession, comme, pour reprendre l’exemple de l’esclave, une action noxale à laquelle il aurait pu être exposé par la faute de celui-ci. De même, durant sa propre captivité, le propriétaire d’un bien perd sa possession sur celui-ci. Il ne la retrouve qu’à son retour.
Lorsqu’un prisonnier revient, les obligations qu’il a contractées avant sa captivité sont à nouveau actives. Pendant la captivité, puisqu’il est capitis minutus, il ne peut contracter d’obligations nouvelles de lui-même. C’est pour cette même raison qu’il ne peut tester durant sa captivité. Toutefois un testament fait avant la captivité sera appliqué soit après son retour comme s’il n’était jamais parti, soit après sa mort, s’il est mort en captivité. Par contre, lorsqu’un fils captif doit hériter durant sa captivité, même s’il ne peut obtenir l’héritage, il empêche la transmission de l’héritage aux agnats du père défunt. Il peut se voir attribuer des successions pendant la captivité, qu’il possédera effectivement à son retour.